# تیرکمان (بافت)
تیرکمان (بافت)، روستایی از توابع بخش مرکزی شهرستان بافت در استان کرمان ایران است.

## جمعیت
این روستا در دهستان بزنجان قرار دارد و بر اساس سرشماری مرکز آمار ایران در سال ۱۳۸۵، جمعیت آن ۵۳ نفر (۱۶خانوار) بوده‌است.